# Invasões mongóis do Vietnã
Quatro grandes campanhas militares foram lançadas pelo Império Mongol e, mais tarde, pela Dinastia Yuan, contra o reino de Đại Việt (atual norte do Vietnã), governado pela dinastia Trần, e contra o reino de Champa (atual centro do Vietnã), em 1258, 1282–1284, 1285 e 1287–1288. Vários estudiosos consideram essas campanhas um êxito devido ao estabelecimento de relações tributárias com Đại Việt, apesar de os mongóis terem sofrido grandes derrotas militares. Em contraste, a historiografia vietnamita moderna considera a guerra uma grande vitória contra invasores estrangeiros.
A primeira invasão começou em 1258, sob o Império Mongol unificado, que procurava caminhos alternativos para invadir a dinastia Song. O general mongol Uriyangkhadai capturou com sucesso a capital vietnamita Thăng Long (atual Hanói), antes de seguir para o norte em 1259 para invadir a dinastia Song na região da moderna Guangxi como parte de um ataque mongol coordenado com exércitos atacando Sichuan sob Möngke Khan e outros exércitos mongóis atacando as regiões das atuais Shandong e Henan. A primeira invasão também estabeleceu relações tributárias entre o reino vietnamita, que antes era tributário da dinastia Song, e a dinastia Yuan. Em 1283, Cublai Cã e a dinastia Yuan lançaram uma invasão naval de Champa que resultou igualmente no estabelecimento de relações tributárias.
Com a intenção de exigir maior tributo e supervisão direta da corte Yuan sobre assuntos locais em Đại Việt e Champa, a Yuan lançou outra invasão em 1285. A segunda invasão de Đại Việt falhou em alcançar seus objetivos, e a Yuan lançou uma terceira invasão em 1287 para substituir o governante de Đại Việt, Trần Nhân Tông, considerado não cooperativo, pelo príncipe desertor Trần Ích Tắc. Ao final da segunda e da terceira invasões, que envolveram sucessos iniciais e grandes derrotas finais para os mongóis, tanto Đại Việt quanto Champa decidiram aceitar a supremacia nominal da dinastia Yuan e se tornaram estados tributários para evitar novos conflitos.

## Antecedentes
Ver também

### Conquista de Yunnan

Dali e Dai Viet em 1142

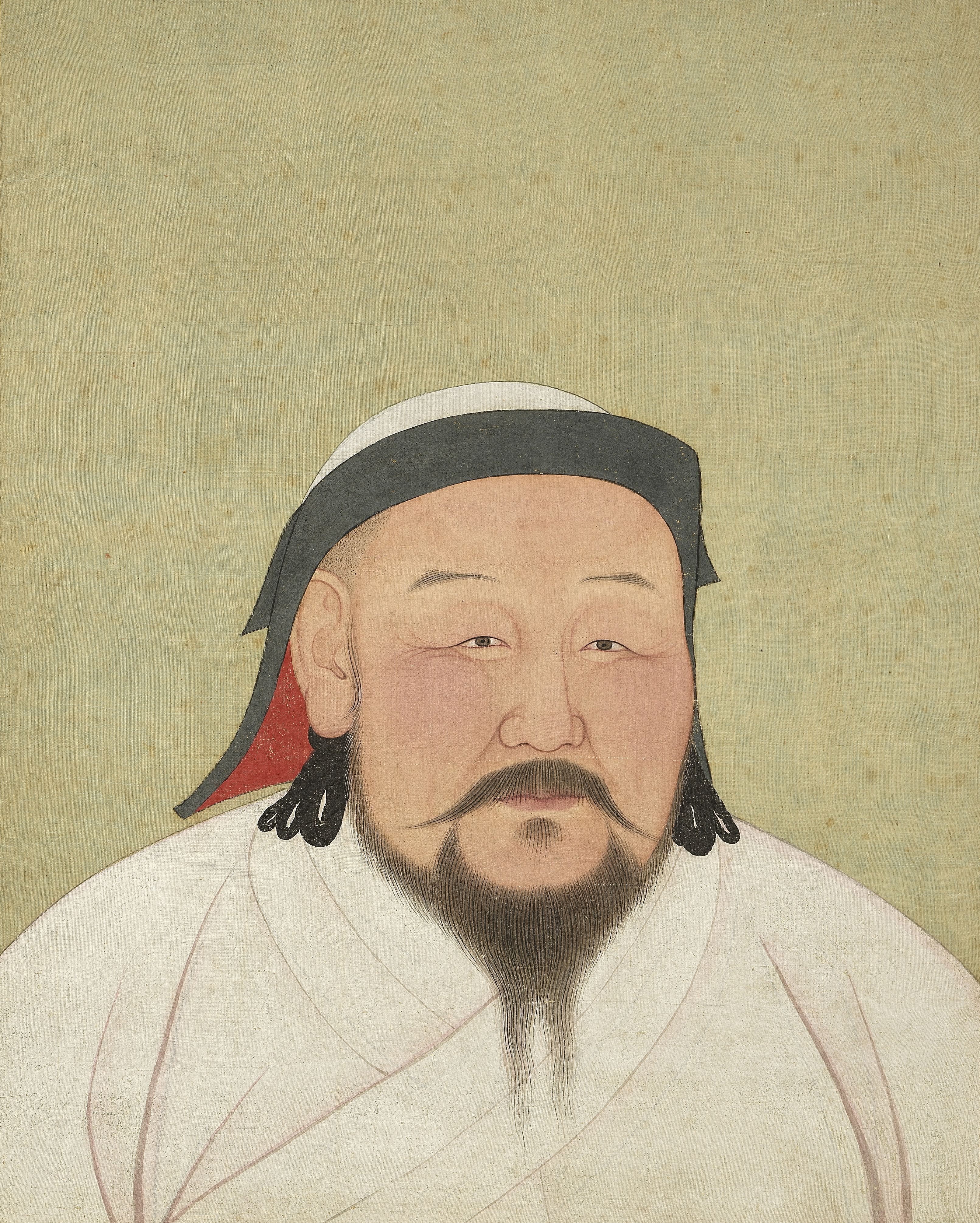
Cublai Cã, o quinto Grande Cã do Império Mongol, e fundador da Dinastia Yuan

Na década de 1250, o Império Mongol controlava vastas extensões da Eurásia, incluindo grande parte do leste da Europa, Anatólia, norte da China, Mongólia, Manchúria, Ásia Central, Tibete e sudoeste da Ásia. Möngke Khan (r. 1251–59) planejou atacar a Song no sul da China a partir de três direções em 1259. Para evitar um ataque frontal custoso contra a Song, que exigiria uma travessia arriscada do baixo Yangtzé, Möngke decidiu estabelecer uma base de operações no sudoeste da China, de onde poderia lançar um ataque de flanco. Em um Kurultai realizado no verão de 1252, Möngke ordenou que seu irmão Cublai liderasse a campanha no sudoeste contra a Song em Sichuan. No outono de 1252, cem mil mongóis avançaram até o Rio Tao e penetraram na Bacia de Sichuan, derrotando um exército Song e estabelecendo uma grande base em Sichuan.
Ao saber que o rei Duan Xingzhi do Reino de Dali em Yunnan (um reino governado pela dinastia Duan) se recusava a negociar e que seu primeiro-ministro Gao Xiang assassinara os emissários de Möngke que exigiam rendição, Möngke ordenou que Cublai e Uriyangkhadai atacassem Dali no verão de 1253.
Em setembro de 1253, Cublai lançou um ataque triplo contra Dali. O exército ocidental, liderado por Uriyangkhadai, partiu do que hoje é Gansu através do leste do Tibete em direção a Dali; o exército oriental, liderado por Wang Dezhen, marchou para o sul a partir de Sichuan, passando logo a oeste de Chengdu antes de se reunir brevemente ao exército de Cublai em Xichang. O exército de Cublai travou combates com as forças de Dali ao longo do Rio Jinsha. Após vários confrontos, nos quais os exércitos de Dali repeliram incursões mongóis, o exército de Cublai cruzou o rio com jangadas feitas de peles de ovelha infladas, à noite, e desbaratou as posições defensivas de Dali. Com as forças de Dali em desordem, as três colunas mongóis capturaram rapidamente a capital de Dali em 15 de dezembro de 1253; embora seu governante tenha rejeitado a ordem de submissão de Cublai, a capital e seus habitantes foram poupados. Duan Xingzhi e Gao Xiang fugiram, mas Gao foi logo capturado e decapitado. Duan Xingzhi fugiu para Shanchan (atual Kunming) e continuou a resistir aos mongóis com a ajuda de clãs locais até o outono de 1255, quando foi finalmente capturado.
Como em outras invasões, os mongóis mantiveram a dinastia nativa no poder, mas sob supervisão de oficiais mongóis. Bin Yang observa que o clã Duan foi recrutado para ajudar em novas invasões contra o Império Pagã da Birmânia e no primeiro ataque bem-sucedido ao reino vietnamita de Đại Việt.

### Abordagem mongol a Đại Việt
No fim de 1254, Cublai retornou à Mongólia para consultar seu irmão sobre o título de cã. Uriyangkhadai permaneceu em Yunnan e, de 1254 a 1257, conduziu campanhas contra tribos locais Yi e Lolo. No início de 1257, ele retornou a Gansu e enviou mensageiros à corte de Möngke informando seu soberano de que Yunnan estava sob controle mongol. Satisfeito, o imperador honrou e recompensou generosamente Uriyangkhadai. Uriyangkhadai então voltou para Yunnan e começou os preparativos para as primeiras incursões mongóis no sudeste da Ásia.
O reino de Đại Việt (também conhecido como Annam) surgira na década de 960, quando os vietnamitas conquistaram territórios no norte do Vietnã (no delta do Rio Vermelho) de um governo remanescente da dinastia Tang desde a queda do Império Tang em 907. O reino havia passado por quatro dinastias, todas mantendo relações tributárias pacíficas com a China sob a dinastia Song. No outono de 1257, Uriyangkhadai enviou dois emissários ao governante vietnamita Trần Thái Tông (conhecido pelos mongóis como Trần Nhật Cảnh) exigindo submissão e passagem para atacar a Song pelo sul. Trần Thái Tông se opôs à travessia de um exército estrangeiro por seu território para atacar seu aliado e, portanto, prendeu os emissários, preparando soldados com elefantes para dissuadir os mongóis. Depois que três sucessivas embaixadas foram aprisionadas na capital Thăng Long (atual Hanói), Uriyangkhadai invadiu Đại Việt com os generais Trechecdu e Aju como retaguarda.

## Primeira invasão de Đại Việt (1258)

Primeira guerra mongol-vietnamita (1257-1258)

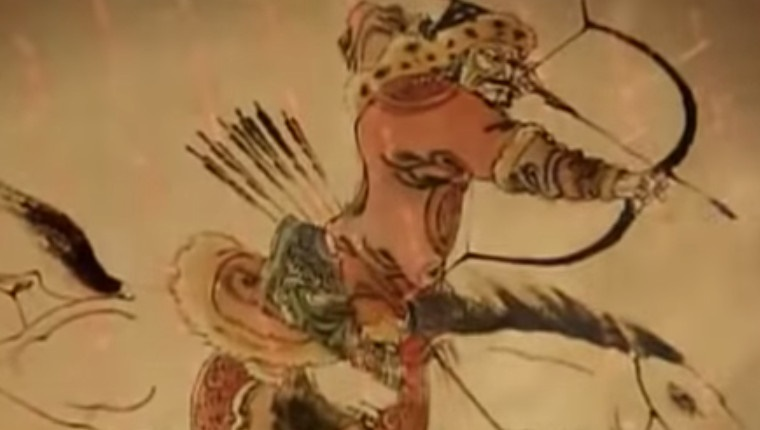
Guerreiro mongol a cavalo, preparando-se para atirar com arco montado.

### Forças mongóis
No início de 1258, uma coluna mongol sob Uriyangkhadai, filho de Subutai, entrou em Đại Việt via Yunnan. De acordo com fontes vietnamitas, o exército mongol tinha pelo menos 30.000 soldados, dos quais pelo menos 2.000 eram tropas Yi do Reino de Dali. Estudos modernos apontam para alguns milhares de mongóis, ordenados por Cublai sob o comando de Uriyangkhadai, que lutaram contra as forças vietnamitas em 17 de janeiro de 1258. Algumas fontes ocidentais estimam o exército mongol em cerca de 3.000 guerreiros mongóis e mais 10.000 soldados Yi.

### Campanha
Ver também

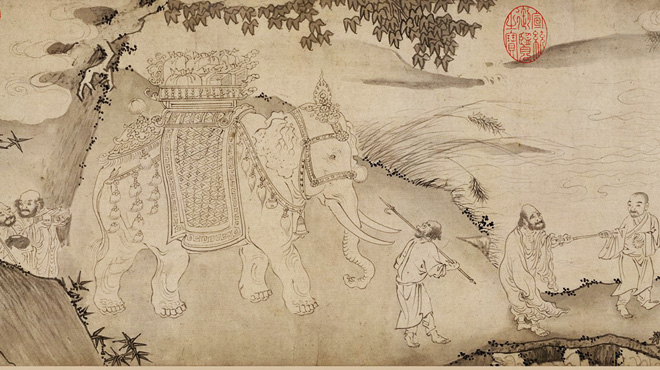
Elefante vietnamita, detalhe extraído do pergaminho Trúc Lâm Mahasattva

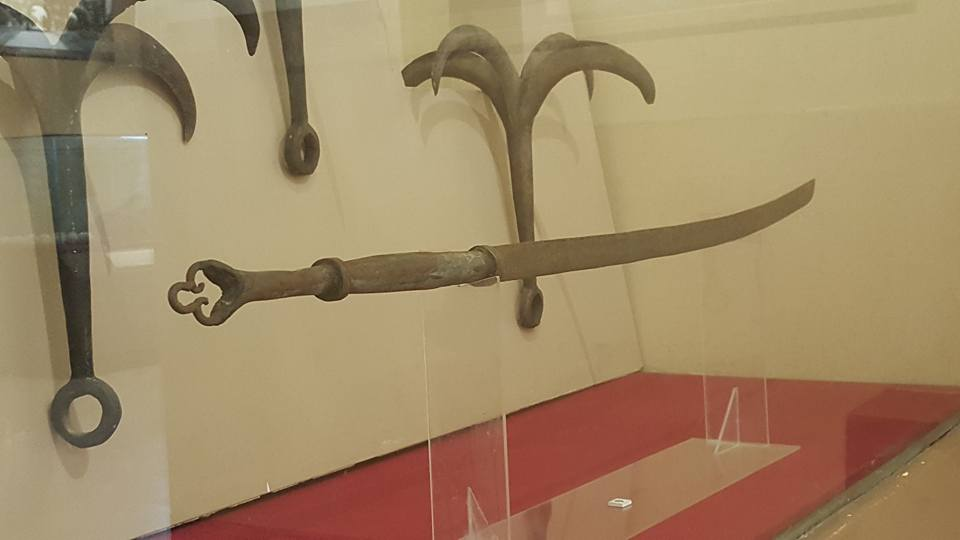
Espada đao e ganchos de ferro do século XIII, período da dinastia Trần, Tesouro Nacional do Museu de História Militar do Vietnã

Na Batalha de Bình Lệ Nguyên, os vietnamitas usaram elefantes de guerra. Trần Thái Tông chegou a liderar seu exército em cima de um elefante. O general mongol Aju ordenou que suas tropas disparassem flechas nos pés dos elefantes. Os animais entraram em pânico e causaram desordem no exército vietnamita, que foi derrotado. Os líderes vietnamitas conseguiram escapar em barcos preparados, enquanto parte de seu exército foi destruída em No Nguyen (atual Việt Trì no Rio Vermelho). O restante do exército de Đại Việt sofreu nova derrota na Ponte de Phú Lộ no dia seguinte. Isso levou o monarca vietnamita a abandonar a capital. Os anais vietnamitas registram que a retirada foi feita de forma “ordenada”; contudo, há quem considere essa afirmação um embelezamento, pois os vietnamitas foram obrigados a recuar em desordem, deixando suas armas para trás na capital. Segundo o historiador vietnamita Lê Tắc (1263–1342), o exército Trần sofreu 10.000 mortes em duas batalhas contra os mongóis de Uriyangkhadai entre 17 e 22 de janeiro.
Trần Thái Tông fugiu para uma ilha próxima à costa, enquanto os mongóis ocuparam a cidade capital Thăng Long. Eles encontraram seus emissários presos, sendo que um já havia morrido. Em retaliação, os mongóis massacraram os habitantes da cidade. Embora os mongóis tivessem capturado com êxito a capital, as províncias ao redor ainda estavam sob controle vietnamita. Apesar de algumas interpretações equivocadas de fontes chinesas afirmarem que Uriyangkhadai se retirou do Vietnã por conta do clima, Uriyangkhadai deixou Thăng Long após nove dias para invadir a dinastia Song na região da atual Guangxi, em um ataque mongol coordenado, com outros exércitos atacando Sichuan sob Möngke Khan e mais exércitos atacando as regiões atuais de Shandong e Henan. Ao se deslocar para o norte rumo a Yunnan, o exército mongol conquistou o apelido local de "inimigos budistas" por não saquear ou matar no caminho. Depois de perder um príncipe e a capital, Trần Thái Tông submeteu-se aos mongóis.
Um mês após fugir da capital em 1258, Trần Thái Tông retornou e iniciou relações diplomáticas regulares e um relacionamento tributário com a corte mongol, tratando-a em condição semelhante à já estabelecida com a dinastia Song, sem porém romper relações com esta última. Em março de 1258, Trần Thái Tông abdicou em favor de seu filho, o príncipe Trần Hoảng. No mesmo ano, o novo imperador enviou emissários aos mongóis em Yunnan. Tendo a submissão e a assistência do novo governante de Đại Việt, Uriyangkhadai imediatamente reuniu um exército de 3.000 cavaleiros mongóis e 10.000 soldados de Dali ao retornar para Yunnan. Atravessando Đại Việt, ele lançou um novo ataque contra a Song no verão de 1259, avançando até Guilin e alcançando Tanzhou (atual Hunan), em uma ofensiva conjunta liderada por Möngke.
A morte repentina de Möngke em agosto de 1259 interrompeu os esforços mongóis para conquistar a Song. Na Mongólia, o príncipe Ariq Böke proclamou-se governante do Império Mongol. Na China, o príncipe Cublai também se declarou governante do império. Nos anos seguintes, os mongóis se ocuparam com a luta pela sucessão entre Ariq Böke e Cublai, dando uma trégua a ambos os reinos no Vietnã.

## Invasão de Champa (1283)

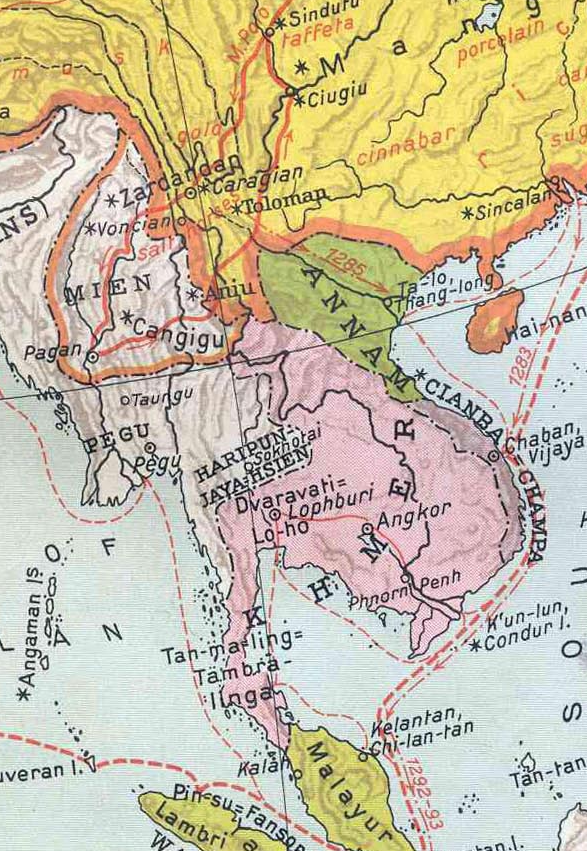
Campanhas mongóis da Yuan contra Birmânia, Champa e Dai Viet e a rota de Marco Polo. Mapa desenhado pelo arqueólogo alemão Albert Herrmann (nota: a localização de "Caugigu" está incorretamente situada muito a oeste).

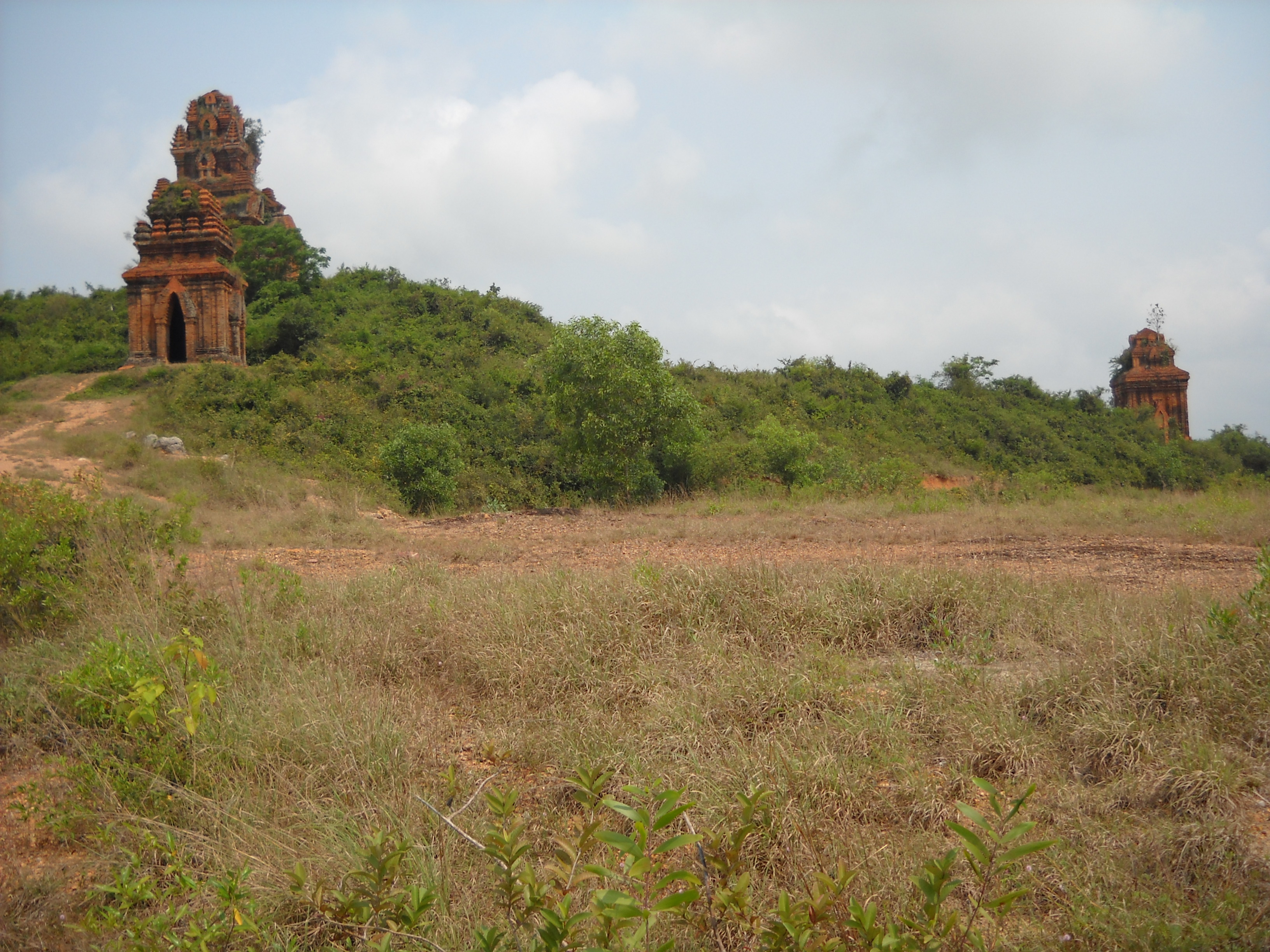
Restos modernos de Vijaya (Đồ Bàn)

Predefinição:Caixa de campanha de guerras de Champa

### Antecedentes e diplomacia
Com a derrota da dinastia Song em 1276, a nova Dinastia Yuan voltou sua atenção para o sul, em especial Champa e Đại Việt. Cublai se interessou por Champa por sua posição geográfica, que dominava as rotas marítimas entre a China e os estados do sudeste da Ásia e da Índia. A corte mongol via Champa como região crucial para controlar o comércio no Sudeste Asiático. Geoff Wade argumenta que, de Champa, os mercadores árabes e persas que operavam no Mar do Sul da China poderiam obter mercadorias da África, do Golfo Pérsico e do Sudeste Asiático Insular.
Embora o rei de Champa aceitasse nominalmente o status de protetorado mongol, sua submissão era hesitante. No fim de 1281, Cublai emitiu um edito que ordenava a mobilização de cem navios e dez mil homens (incluindo forças oficiais Yuan, ex-soldados Song e marinheiros) para invadir o Sucotai, Lopburi, Malabar e outros países; a Champa “seria instruída a fornecer mantimentos às tropas”. Contudo, os planos foram cancelados quando a corte Yuan decidiu enviar emissários a esses países para exigir submissão. Tais missões teriam de passar ou parar em Champa. Havia forte sentimento pró-Song em Champa, pois o rei era simpático à causa Song. Muitos soldados e civis chineses exilados, que fugiram dos mongóis, estavam refugiados em Champa, e eles fomentavam hostilidade contra a Yuan.
Assim, no verão de 1282, quando os emissários Yuan He Zizhi, Hangfu Jie, Yu Yongxian e Yilan passaram por Champa, foram detidos e aprisionados pelo príncipe Harijit. No verão de 1282, Cublai ordenou que Sogetu, da tribo Jalair, então governador de Guangzhou, liderasse uma expedição punitiva contra os chams. Cublai declarou: “O velho rei (Jaya Indravarman V) é inocente. Os que se opõem à nossa ordem são seu filho (Harijit) e um chinês do Sul”. No fim de 1282, Sogetu partiu com 5.000 homens por mar, mas só conseguiu reunir cem navios e 250 embarcações de desembarque, pois a maioria dos navios Yuan fora perdida nas invasões do Japão.

### Campanha
Ver também
A frota de Sogetu chegou à costa de Champa, perto da atual Baía de Thị Nại, em fevereiro de 1283. As defesas chams consistiam em paliçada de madeira erguida na margem oeste da baía. Os mongóis desembarcaram à meia-noite de 13 de fevereiro e atacaram a paliçada por três lados. Os defensores chams abriram o portão e avançaram para a praia com cerca de 10.000 homens e dezenas de elefantes. Os mongóis, liderados pelo experiente general Sogetu, lançaram um ataque tão impetuoso que romperam as defesas. A frota Yuan tomou os fortes chams e grandes provisões. Sogetu entrou na capital cham, Vijaya, dois dias depois, mas então recuou e instalou acampamentos fora da cidade. O idoso rei Indravarman V abandonou a sede provisória no palácio, incendiou seus estoques e se retirou para as colinas, evitando as tentativas mongóis de capturá-lo. Nem o rei cham nem o príncipe Harijit se apresentaram ao acampamento Yuan. Os chams executaram dois emissários Yuan capturados e emboscaram as tropas de Sogetu nas montanhas.
Percebendo que as negociações eram apenas uma tática para ganhar tempo, Sogetu descobriu, por meio de um espião capturado, que Indravarman dispunha de 20.000 homens nas montanhas; convocara reforços de Panduranga (atual Phan Rang) ao sul, além de ter enviado emissários a Đại Việt, ao Império Khmer e a Java em busca de ajuda. Em 16 de março, Sogetu enviou uma grande força ao interior montanhoso para destruir o esconderijo do rei cham, mas a expedição sofreu pesadas baixas em uma emboscada e recuou. O filho do rei lançaria uma guerra de guerrilha contra o Yuan ao longo de dois anos, desgastando os invasores.
Os mongóis recuaram para a paliçada de madeira na costa, aguardando reforços e provisões. Sogetu descarregou suprimentos, limpou campos de arroz e conseguiu colher 150 mil piculs de arroz naquele verão. Ele enviou dois oficiais para ameaçar o rei do Império Khmer, Jayavarman VIII, mas eles foram detidos. Diante do impasse, Sogetu pediu reforços a Cublai. Em março de 1284, outra frota Yuan com mais de 20 mil soldados e 200 navios, sob Ataqai e ug [Ariq Qaya], chegou à costa de Vijaya. Sogetu propôs que o exército Yuan invadisse Champa por terra através de Đại Việt. Cublai aprovou o plano e colocou seu filho Toghon no comando, com Sogetu como segundo em comando.

## Segunda invasão de Đại Việt (1285)

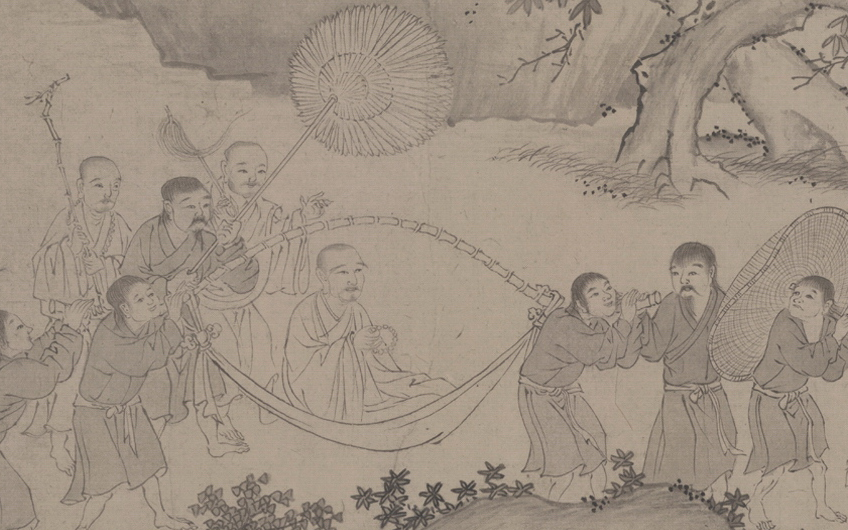
Rei Trần Nhân Tông, líder político de Đại Việt durante a invasão mongol, governou de 1278 a 1293.

### Interlúdio (1260–1284)

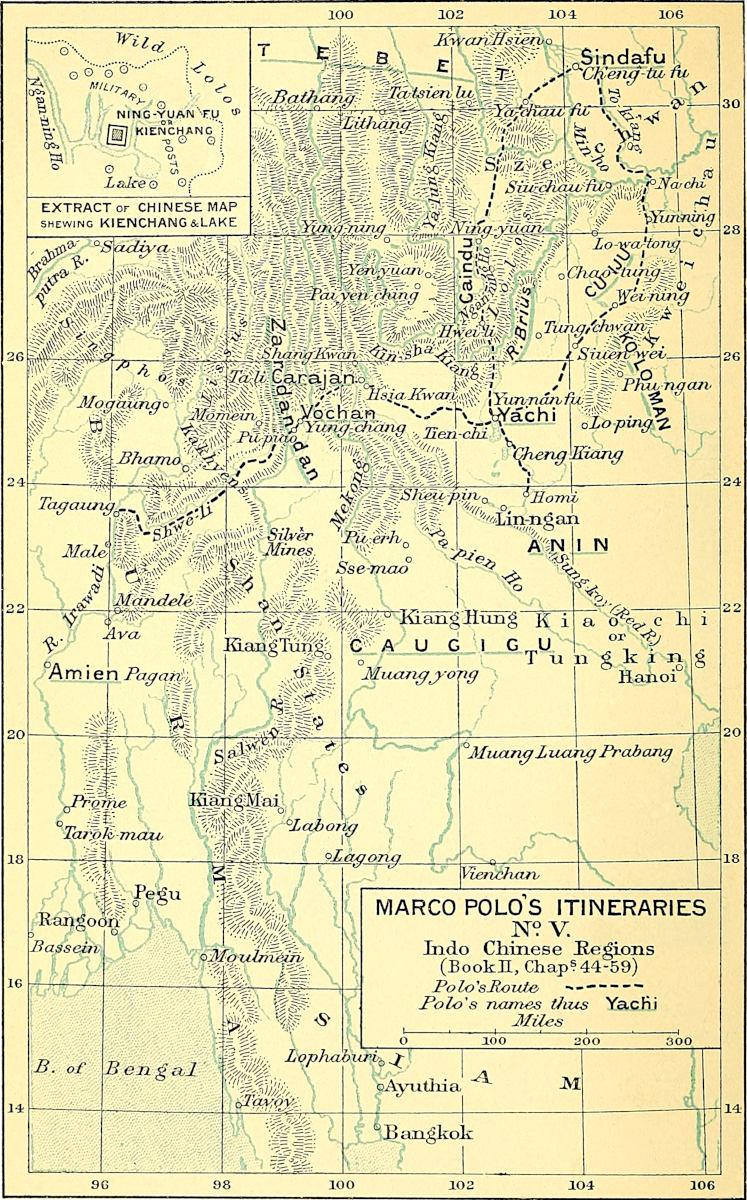
Itinerário de Marco Polo no sudoeste da China e sudeste da Ásia na edição Yule-Cordier das Viagens de Marco Polo. Nesta versão, a localização de Caugigu (ou Giao Chỉ, isto é, Đại Việt/Annam) é mais precisa.

Em 1261, Cublai enfeudou Trần Thánh Tông como “Rei de Annam” (Annan guowang) e estabeleceu nominalmente um darughachi (cobrador de impostos) em Đại Việt. O responsável, Sayyid Ajall, relatou que o rei vietnamita o corrompia ocasionalmente. Em 1267, Cublai, insatisfeito com o arranjo tributário — que concedia à dinastia Yuan o mesmo tributo que a antiga dinastia Song recebera —, exigiu pagamentos maiores. Enviou seu filho Hugaci à corte vietnamita com uma lista de exigências, como a visita pessoal de ambos os monarcas, censos, tributos em dinheiro e trabalho, além de incenso, ouro, prata, cinábrio, madeira de agar, sândalo, marfim, casco de tartaruga, pérolas, chifre de rinoceronte, seda e cerâmicas. Eram exigências que nem Đại Việt nem Champa cumpriram. Ainda em 1267, Cublai pediu que a corte de Đại Việt enviasse dois comerciantes muçulmanos, que ele acreditava estar em Đại Việt, para a China, a fim de servirem em missões no oeste. Além disso, designou o herdeiro aparente como "Príncipe de Yunnan" para controlar Dali, Shanshan (Kunming) e Đại Việt. Isso implicava incluir Đại Việt no Império Yuan, algo que os vietnamitas consideravam totalmente inaceitável.
Em 1278, Trần Thái Tông morreu. O rei Trần Thánh Tông abdicou em favor do príncipe herdeiro Trần Khâm (conhecido como Trần Nhân Tông, e pelos mongóis como Trần Nhật Tôn). Cublai enviou uma missão liderada por Chai Chun a Đại Việt, exigindo mais uma vez que o novo rei fosse à China pessoalmente, mas o rei recusou. A Yuan então se negou a reconhecê-lo como rei, propondo colocar um desertor vietnamita no trono de Đại Việt. Frustrados com as missões diplomáticas fracassadas, muitos oficiais da Yuan insistiam que Cublai realizasse uma expedição punitiva contra Đại Việt. Em 1283, Cublai enviou Ariq Qaya a Đại Việt com um pedido imperial para que Đại Việt ajudasse a atacar Champa via território vietnamita e fornecesse provisões e apoio ao exército Yuan, mas o rei recusou.
Em 1284, Cublai designou seu filho Toghon para comandar uma força terrestre em apoio a Sogetu. Toghon exigiu que os vietnamitas permitissem passagem para Champa, atacando o exército cham por norte e sul, mas eles recusaram, concluindo que este era o pretexto para uma conquista de Đại Việt. Nhân Tông ordenou a guerra defensiva contra a invasão Yuan, confiando o comando do exército ao príncipe Trần Hưng Đạo. Um emissário Yuan relatou que os vietnamitas enviaram 500 navios para ajudar os chams. No outono de 1284, Toghon deslocou suas tropas às fronteiras de Đại Việt; em dezembro, um emissário informou que Cublai ordenara que Toghon, Pingzhang Ali e Ariq Qaya adentrassem Đại Việt sob o disfarce de atacar Champa, mas para, na verdade, invadir Đại Việt. Oficiais militares chineses do sul e civis da antiga dinastia Song, que se casaram com a elite governante vietnamita, foram servir ao governo de Champa, como registrado por Zheng Sixiao. Soldados Song lutaram no exército vietnamita preparado pelo rei Trần Thánh Tông contra a segunda invasão mongol. No mesmo ano, o viajante veneziano Marco Polo provavelmente visitou Đại Việt (então referido por ele como Caugigu), quase quando Yuan e vietnamitas se preparavam para a guerra, e depois seguiu para Chengdu via Heni (Amu).

### Guerra

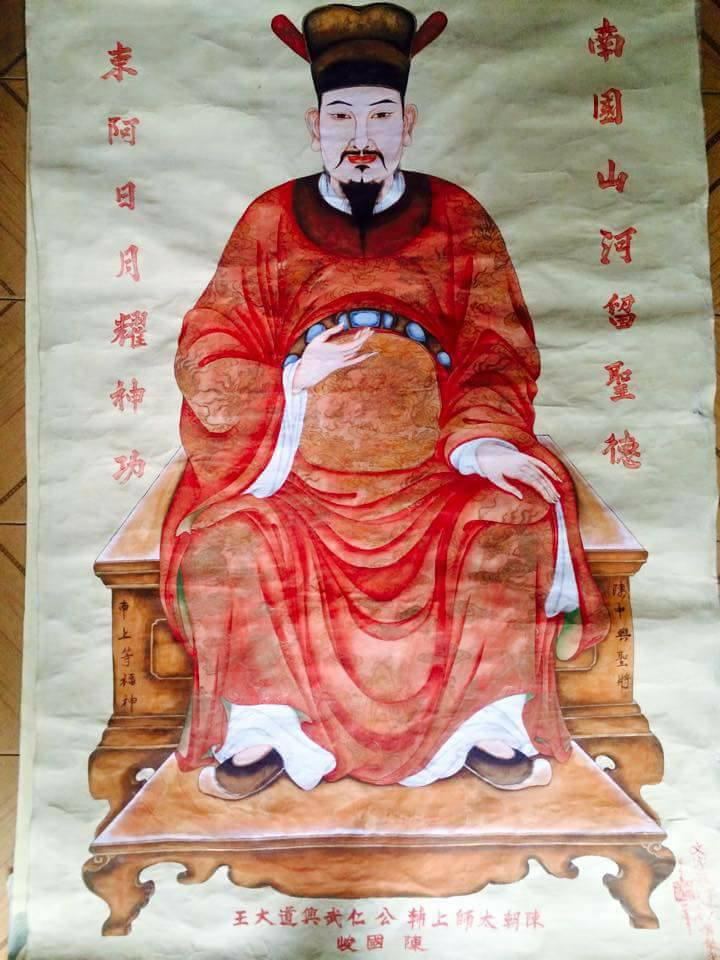
Retrato do príncipe Trần Quốc Tuấn (1228–1300), chamado pelos mongóis de Hưng Đạo Đại Vương, herói militar de Đại Việt durante a segunda e a terceira invasão mongol

Segunda invasão mongol do Vietnã (1284–1285)

#### Avanço mongol (janeiro – maio de 1285)

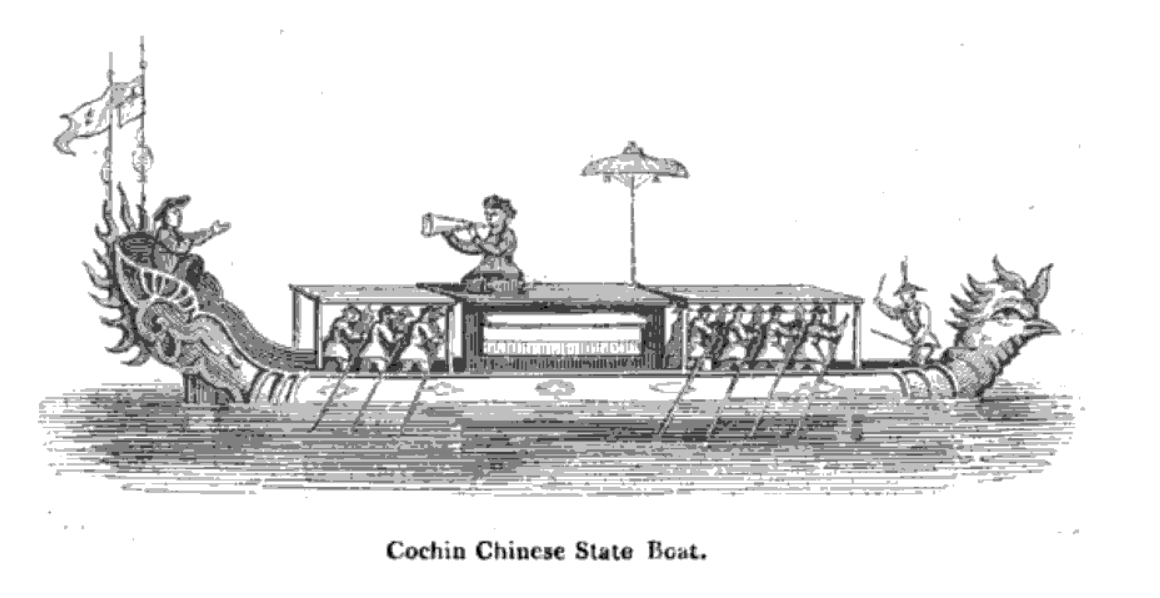
Barco de vela vietnamita, 1828, ilustração de John Crawfurd

O exército Yuan invadiu Đại Việt por terra, liderado pelo príncipe Toghon e pelo general uigure Ariq Qaya, enquanto os generais tangutes Li Heng e o muçulmano Omar comandavam a marinha. Outra coluna Yuan entrou em Đại Việt desde Yunnan, liderada por Nasr ad-Din bin Sayyid Ajall — general corásmio que comandara a segunda campanha contra o Reino de Pagan em 1277. Em Yunnan, Yaghan Tegin ficou no governo local. As forças vietnamitas contavam, segundo relatos, com 100 000 soldados. Trần Hưng Đạo liderava o exército e a marinha de Đại Việt. As tropas Yuan cruzaram o Passe de Nam Quan em 27 de janeiro de 1285, divididas em seis colunas, avançando pelos rios. Depois de derrotar tropas vietnamitas nas batalhas de Khả Ly e Nội Bàng (atual Lục Ngạn), as forças mongóis de Omar chegaram ao reduto do príncipe Quốc Tuấn em Vạn Kiếp (hoje Chí Linh) em 10 de fevereiro; três dias depois, romperam as defesas vietnamitas, chegando à margem norte do Rio Cầu. Em 18 de fevereiro, os mongóis usaram barcos capturados e derrotaram os vietnamitas, atravessando o rio. Todos os soldados capturados que tinham a inscrição “Sát Thát” (“Morte aos Mongóis”) tatuada nos braços foram executados. Em vez de avançar mais ao sul, os mongóis permaneceram na margem norte, travando escaramuças diárias, mas fazendo poucos progressos.
Toghon enviou o oficial Tanggudai para instruir Sogetu, que estava em Huế, a marchar ao norte em um movimento de pinça, enquanto pedia freneticamente reforços da China, e escreveu ao rei vietnamita alegando que as tropas Yuan vinham não como inimigas, mas como aliadas contra Champa. No fim de fevereiro, Sogetu marchou para o norte pelo passo de Nghệ An, capturando as cidades de Vinh e Thanh Hóa, além de bases de suprimentos em Nam Định e Ninh Bình, fazendo 400 oficiais Song prisioneiros (estes lutavam ao lado dos vietnamitas). O príncipe Quốc Tuấn dividiu suas forças para tentar impedir que Sogetu se unisse a Toghon, mas foi sobrepujado. O general Phạm Ngũ Lão também combateu os mongóis nesta segunda invasão, assim como na terceira.
Os emissários Trần ofereceram termos de paz, que Toghon e Omar recusaram. Em fins de fevereiro, Toghon lançou um ataque completo contra Đại Việt. A frota Yuan, sob Omar, atacou pelo Rio Đuống, tomou Thăng Long e forçou o rei Nhân Tông a fugir para o litoral. Ao saber das sucessivas derrotas, o rei Trần Nhân Tông viajou de barco para encontrar Trần Hưng Đạo em Quảng Ninh e perguntou se Đại Việt deveria se render. Trần Hưng Đạo resistiu e requisitou a ajuda dos exércitos privados dos príncipes Trần. Muitos nobres vietnamitas ficaram com medo e se renderam aos Yuan, incluindo o príncipe Trần Ích Tắc. Depois de capturar Thăng Long, os Yuan encontraram armazéns vazios, pois os vietnamitas haviam retirado o grão para negar suprimentos ao inimigo. Toghon entrou na capital e a encontrou deserta. Trần Hưng Đạo escoltou a família real até  vi, em Nam Định. Em abril, as forças Yuan sob Omar lançaram duas ofensivas navais e empurraram os vietnamitas mais ao sul. O rei fugiu de barco até Thanh Hóa.

#### Contra-ataque vietnamita (maio – junho de 1285)
Em maio de 1285, a situação começou a mudar, pois os mongóis haviam estendido em demasia suas linhas de suprimento. Toghon ordenou que Sogetu liderasse tropas num ataque contra Nam Định para se apossar de mantimentos. Ao mesmo tempo, Toghon pediu a Sogetu que retornasse a Champa e que Omar se juntasse à retirada pelo Rio Vermelho. Toghon se preparava para deixar Đại Việt e voltar a Siming, em Guangxi, alegando o calor e o risco de doenças. Na batalha naval de Hàm Tử (atual Khoái Châu) em fins de maio de 1285, um contingente Yuan foi derrotado por uma força composta de ex-soldados Song liderados por Zhao Zhong, sob o príncipe Nhật Duật e milícias nativas. Em 9 de junho de 1285, as tropas mongóis evacuaram Thăng Long para recuar em direção à China. A História da Yuan registra que os mongóis abandonaram Thăng Long porque “as tropas e cavalos mongóis não podiam empregar bem suas técnicas de batalha”, enquanto o An Nam chí lược diz que “Annam atacou e retomou a capital La Thành (Thăng Long)”.
Aproveitando-se disso, as forças vietnamitas do príncipe Quốc Tuấn navegaram para o norte e atacaram o acampamento Yuan em Vạn Kiếp, cortando ainda mais os suprimentos do inimigo. Vários generais Yuan morreram em batalha, entre eles o veterano Li Heng, atingido por uma flecha envenenada. As forças Yuan entraram em colapso; Sogetu foi morto na Batalha de Chương Dương, perto da capital, em junho de 1285, por um exército conjunto de Trần Quang Khải, Phạm Ngũ Lão e Trần Quốc Tuấn. Para proteger Toghon, os mongóis construíram uma caixa de cobre na qual o esconderam até conseguirem recuar para a fronteira de Guangxi. Os generais Omar e Liu Gui fugiram para a China em um pequeno barco. Os remanescentes Yuan deixaram Đại Việt no fim de junho de 1285, e o rei vietnamita retornou à capital após seis meses de confronto.

## Terceira invasão de Đại Việt (1287–1288)

Terceira invasão mongol do Vietnã (1287–1288)

### Antecedentes e preparações
Em 1286, Cublai nomeou Trần Thánh Tông como rei de Đại Việt e designou o irmão mais novo dele, o príncipe Trần Ích Tắc, que já se rendera ao Yuan, como rei legítimo de Đại Việt, numa tentativa de substituir o não cooperativo Trần Nhân Tông. Trần Ích Tắc aceitou liderar um exército Yuan para tomar o trono. O cã cancelou planos de uma terceira invasão do Japão em agosto para concentrar esforços no sul. Cublai acusou os vietnamitas de invadir a China e pressionou pela vitória sobre Đại Việt.
Em outubro de 1287, forças terrestres Yuan lideradas por Toghon (assistido por Nasr al-Din e pelo neto de Cublai, Esen-Temür) avançaram ao sul partindo de Guangxi e Yunnan em três divisões, sob comando dos generais Abači e Changyu, enquanto a expedição naval era liderada pelos generais Omar, Zhang Wenhu e Aoluchi. Os mongóis planejavam um enorme movimento de pinça contra os vietnamitas. O exército era composto por 70 000 mongóis, Jurchen, chineses han de Jiangsu, Jiangxi, Hunan e Guangdong; 6 000 tropas de Yunnan; 1 000 ex-soldados Song; 6 000 tropas de Guangxi; 17 000 Li de Hainan; e 18 000 marinheiros. No total, a Yuan reuniu até 170 000 homens para essa invasão.

### Campanha
Ver também

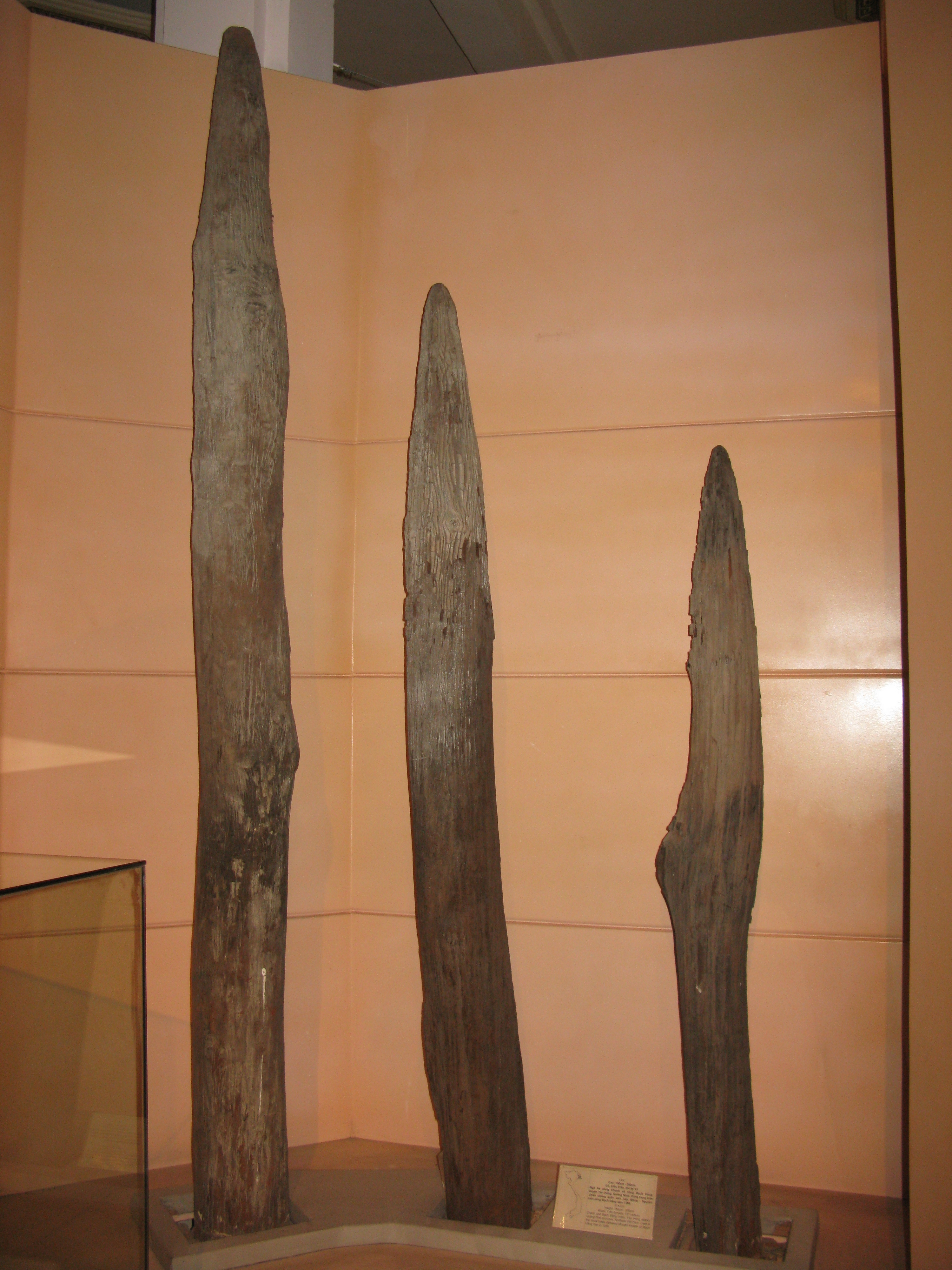
Estacas de madeira do rio Bạch Đằng expostas em museu no Vietnã

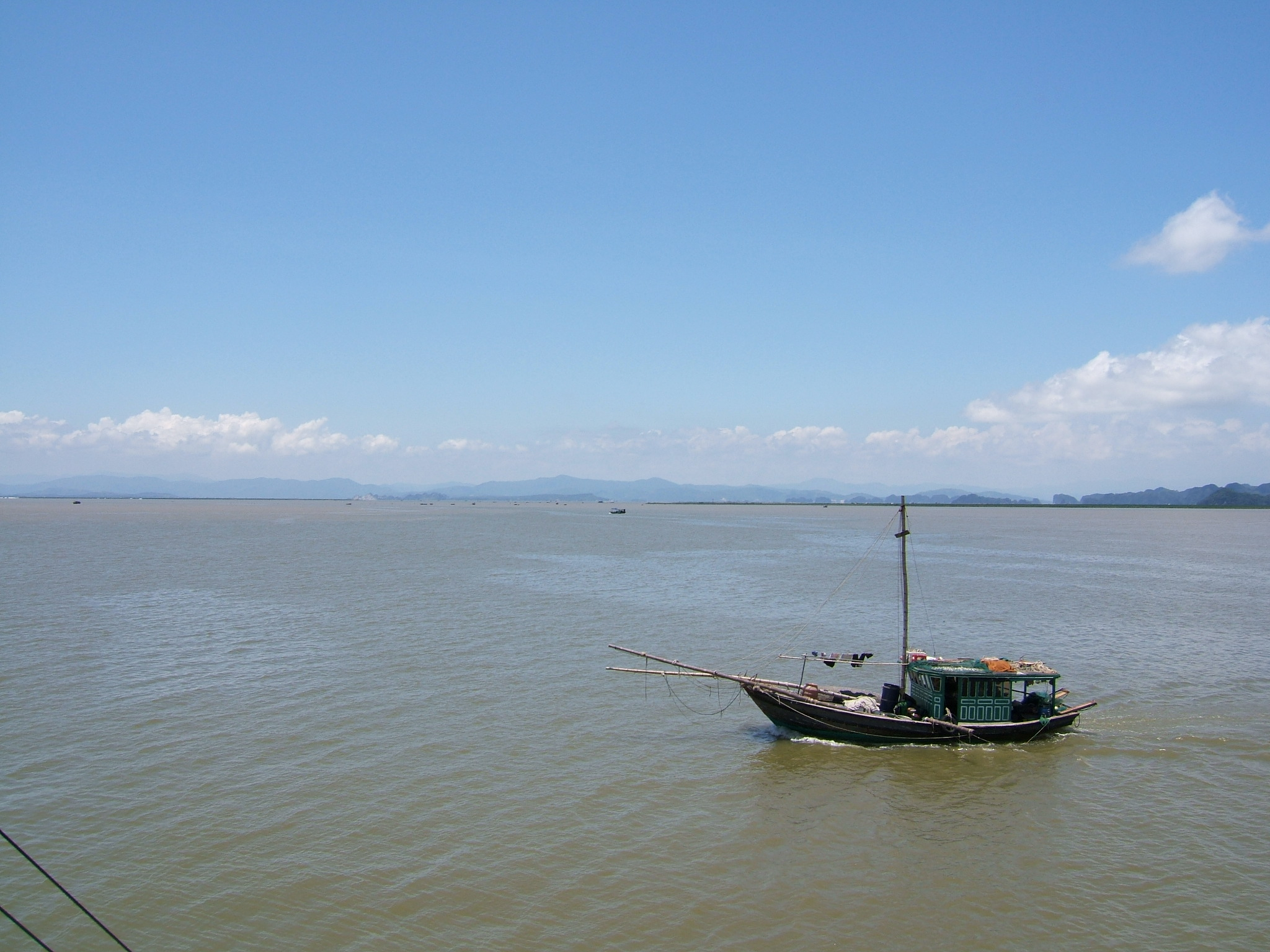
Rio Bạch Đằng

No início, os Yuan obtiveram sucesso, ocupando e saqueando a capital de Đại Việt.
Em janeiro de 1288, quando a frota de Omar navegava pela Baía de Ha Long para se unir às forças de Toghon em Vạn Kiếp, seguida pela frota de suprimentos de Zhang Wenhu, a marinha vietnamita sob o comando do príncipe Trần Khánh Dư atacou e destruiu a frota de suprimentos de Wenhu. As tropas de Toghon e a frota de Omar, ambas em Vạn Kiếp, não sabiam da perda dos suprimentos. Em fevereiro de 1288, Toghon ordenou novo ataque contra os vietnamitas em Thăng Long para pilhar mantimentos; Omar destruiu o túmulo de Trần Thái Tông em Thái Bình.
Sem provisões, Toghon e Omar recuaram de Thăng Long para a base principal em Vạn Kiếp em 5 de março de 1288. Planejavam retirar-se de Đại Việt, mas aguardavam suprimentos que não chegariam. Em 30 de março de 1288, Toghon ordenou a retirada para a China e embarcou num grande navio, enquanto o príncipe Hưng Đạo preparava o ataque, ciente da movimentação dos Yuan. Os vietnamitas destruíram pontes e estradas e armaram emboscadas na rota de fuga do exército Yuan. Em 10 de abril, Toghon foi atingido por uma flecha envenenada e precisou abandonar o navio e evitar estradas, sendo escoltado por poucos soldados até Siming, em Guangxi, na China. A maior parte do exército terrestre Yuan foi morta ou capturada. Enquanto isso, a frota Yuan comandada por Omar recuava pelo rio Bạch Đằng.
No Rio Bạch Đằng, em abril de 1288, o príncipe Hưng Đạo liderou as forças vietnamitas em uma emboscada contra a frota Yuan de Omar, na terceira Batalha de Bạch Đằng. Os vietnamitas haviam cravado estacas de madeira com pontas de metal no leito do rio e atacaram a frota, que ficou presa nessas estacas. Omar foi capturado. A frota Yuan foi destruída, e o exército recuou em desordem, sem suprimentos. Poucos dias depois, Zhang Wenhu, sem saber da derrota, entrou no rio Bạch Đằng com a frota de transporte e também foi aniquilado. Apenas Wenhu e poucos sobreviventes escaparam. O general Phạm Ngũ Lão lutou contra os mongóis nessa terceira invasão, assim como já fizera na segunda.
Vários milhares de soldados Yuan, sem conhecimento do terreno, perderam-se e não conseguiram mais contatar o corpo principal. O estudioso vietnamita Lê Tắc, que desertara para os Yuan em 1285, narrou que os remanescentes do exército o acompanharam na fuga ao norte, chegando ao território sob controle Yuan no dia de Ano-Novo lunar de 1289. Quando as tropas Yuan se retiraram antes da estação de malária, Lê Tắc seguiu com elas para o norte. De seus companheiros, dez mil morreram nos contrafortes montanhosos da fronteira sino-vietnamita. Depois da guerra, Lê Tắc viveu exilado permanentemente na China, nomeado pelo governo Yuan como prefeito de “Pacified Siam” (Tongzhi Anxianzhou).

## Consequências

### Dinastia Yuan
A dinastia Yuan não conseguiu derrotar militarmente os vietnamitas e os chams. Cublai, furioso com as derrotas no Đại Việt, exilou o príncipe Toghon em Yangzhou e desejou lançar outra invasão, mas foi convencido, em 1291, a enviar o Ministro dos Ritos Zhang Lidao para tentar persuadir o rei Trần Nhân Tông a ir pessoalmente à China. A missão chegou à capital vietnamita em 18 de março de 1292, ficando em casa de hóspedes; o rei fez um protocolo com Zhang. Trần Nhân Tông enviou um memorando, levado por Zhang, em que explicava não poder viajar a Dadu. Dizia que, de dez emissários vietnamitas enviados a Dadu, seis ou sete morriam pelo caminho. Ele escreveu uma carta a Cublai descrevendo a morte e a destruição causadas pelo exército mongol, relatando brutalidade e profanação de sítios budistas. Em vez de visitar pessoalmente a corte, o rei enviou uma estátua de ouro e um pedido de desculpas pelos “pecados” cometidos.
Outra missão Yuan chegou em setembro de 1292. Em 1293, Cublai planejou uma quarta campanha para instalar Trần Ích Tắc como rei de Đại Việt, mas a morte de Cublai, em 1294, interrompeu o projeto. O novo imperador Yuan, Temür Khan (r. 1294–1307), declarou encerrada a guerra com Đại Việt e enviou uma missão a Đại Việt para restabelecer relações amistosas.

### Đại Việt
As três invasões mongóis e Yuan devastaram Đại Việt, mas os vietnamitas não cederam às exigências Yuan. Nenhum rei ou príncipe Trần compareceu pessoalmente à corte chinesa. A dinastia Trần (Đại Việt) aceitou a supremacia Yuan para evitar novos conflitos. Em 1289, Đại Việt libertou a maior parte dos prisioneiros mongóis, mas Omar — cuja devolução Cublai exigia insistentemente — “morreu afogado” num barco que teria sido deliberadamente naufragado. No inverno de 1289–1290, o rei Trần Nhân Tông liderou um ataque à região do atual Laos, contra o conselho de seus assessores, para prevenir incursões de habitantes das terras altas. Fomes assolaram o país de 1290 a 1292, possivelmente devido à negligência das obras de controle de água durante a guerra, ao alistamento de camponeses que afastou trabalhadores dos campos de arroz ou a inundações e secas. Embora Đại Việt tenha repelido a Yuan, a capital Thăng Long foi arrasada, muitos locais budistas foram destruídos, e a população e as propriedades vietnamitas sofreram perdas consideráveis. Nhân Tông reconstruiu Thăng Long em 1291 e 1293.
Em 1293, Cublai reteve o emissário vietnamita Đào Tử Kí, uma vez que Trần Nhân Tông recusara comparecer a Khanbaliq. O sucessor de Cublai, Temür Khan (r.1294–1307), libertou todos os emissários retidos e retomou o relacionamento tributário estabelecido após a primeira invasão, o qual perdurou até o fim da dinastia Yuan.

### Champa
O Reino de Champa decidiu aceitar a supremacia da dinastia Yuan e estabeleceu relações tributárias com a corte Yuan. Depois disso, Champa não voltou a ser mencionado na História da Yuan como alvo mongol. Em 1305, o rei cham Chế Mân (r. 1288–1307) casou-se com a princesa vietnamita Huyền Trân (filha de Trần Nhân Tông), cedendo as províncias de Ô e Lý a Đại Việt. O período seguinte viu sucessivos conflitos cham-vietnamitas, com grandes guerras ao longo do século XIV pela posse dessas províncias.

### Transmissão da pólvora
Antes do século XIII, a pólvora no Vietnã era usada principalmente em fogos de artifício para entretenimento. Durante as invasões mongóis, muitos chineses da dinastia Song, fugindo dos mongóis para o sudeste da Ásia, levaram consigo armas de pólvora, como flechas de fogo e lanças de fogo. Os vietnamitas e chams desenvolveram essas armas no século seguinte; quando a Dinastia Ming conquistou Đại Việt em 1407, descobriu que os vietnamitas produziam um tipo de lança de fogo que disparava flechas e balas de chumbo em conjunto.

### Legado
Apesar das derrotas militares mongóis, alguns historiadores veem essas campanhas como sucesso para os mongóis, pois conseguiram estabelecer relações tributárias com Đại Việt e Champa. O objetivo inicial mongol de tornar Đại Việt, outrora tributário da dinastia Song, um estado tributário seu foi cumprido logo após a primeira invasão. Porém, os mongóis falharam em impor tributos maiores e em instalar supervisores darughachi diretamente em Đại Việt durante a segunda invasão, bem como em substituir o rei Trần Nhân Tông por Trần Ích Tắc na terceira. Ainda assim, restabeleceram relações amistosas e Đại Việt seguiu pagando tributo à corte mongol.
Já a historiografia vietnamita destaca as vitórias militares do país. As três invasões e, em especial, a Batalha do Rio Bạch Đằng, são lembradas no Vietnã como exemplos emblemáticos de resistência contra a agressão estrangeira. O príncipe Trần Hưng Đạo é venerado como herói nacional por ter garantido a independência vietnamita.

### Citações
1. ↑  Rossabi 2006, p. 486.
2. ↑  Lê Tắc, An Nam chí lược
3. 1 2  Baldanza 2016, p. 17.
4. ↑  Weatherford 2005, p. 212.
5. ↑  Hucker 1975, p. 285.
6. ↑  Aymonier 1893, p. 16.
7. ↑  Bulliet et al. 2014, p. 336.
8. ↑  Baldanza 2016, pp. 17–26.
9. ↑  Allsen 2006, p. 405.
10. ↑  Allsen 2006, p. 405; Anderson 2014, p. 116.
11. ↑  Herman 2020, p. 47.
12. ↑  Anderson 2014, p. 116.
13. ↑  Herman 2020, p. 47; Anderson 2014, p. 117.
14. ↑  Anderson 2014, p. 117.
15. ↑  Allsen 2006, pp. 405–406; Anderson 2014, p. 118.
16. ↑  Anderson 2014, p. 118.
17. ↑  Anderson 2014, p. 118.
18. ↑  Allsen 2006, p. 407.
19. ↑  Anderson 2014, p. 118.
20. ↑  Allsen 2006, p. 407.
21. ↑  Allsen 2006, p. 407.
22. ↑  Sun 2014, p. 206.
23. ↑  Sun 2014, p. 207.
24. ↑  Baldanza 2016, p. 18.
25. ↑  Lien & Sharrock 2014, p. 84; Atwood 2004, p. 579.
26. ↑  Hà, Phạm 2003, pp. 66–68.
27. ↑  Anderson 2014, p. 121.
28. ↑  Lien & Sharrock 2014, p. 85; Baldanza 2016, p. 18.
29. ↑  Lien & Sharrock 2014, p. 85; Baldanza 2016, p. 18.
30. ↑  Lien & Sharrock 2014, p. 85; Baldanza 2016, p. 18.
31. ↑  Lien & Sharrock 2014, p. 85.
32. ↑  Lê Tắc, An Nam chí lược, Livro 4 (巻4征討運餉).
33. ↑  Lo 2012, p. 284; Allsen 2006, p. 407.
34. ↑  Sun 2014, p. 207.
35. ↑  Lien & Sharrock 2014, p. 85.
36. ↑  Buell 2009; Haw 2013, pp. 361–371.
37. ↑  Haw 2013, pp. 361–371.
38. ↑  Lien & Sharrock 2014, p. 86.
39. ↑  Baldanza 2016, p. 18.
40. ↑  Baldanza 2016, p. 19; Allsen 2006, p. 407.
41. ↑  Sun 2014, p. 207; Allsen 2006, p. 407.
42. ↑  Anderson 2014, p. 122.
43. ↑  Rossabi 2006, pp. 422–423.
44. ↑  Anderson 2014, p. 122.
45. ↑  Lo 2012, p. 285.
46. ↑  Lo 2012, p. 285; Anderson 2022, p. 880.
47. ↑  Anderson 2022, p. 880.
48. ↑  Anderson 2022, p. 880.
49. ↑  Grousset 1970, p. 290.
50. ↑  Lo 2012, p. 286.
51. ↑  Lo 2012, p. 286.
52. ↑  Lo 2012, p. 287.
53. ↑  Lo 2012, p. 287.
54. ↑  Lo 2012, p. 287.
55. ↑  Delgado 2008, p. 158.
56. ↑  Purton 2010, p. 201.
57. ↑  Lo 2012, p. 287.
58. ↑  Lo 2012, p. 288.
59. ↑  Purton 2010, p. 201.
60. ↑  Lo 2012, p. 288.
61. ↑  Lo 2012, p. 288.
62. ↑  Lo 2012, p. 288.
63. ↑  Lo 2012, pp. 288–289.
64. ↑  Lo 2012, p. 289.
65. ↑  Delgado 2008, p. 159.
66. ↑  Lo 2012, p. 289.
67. ↑  Lo 2012, p. 289.
68. ↑  Lo 2012, p. 289.
69. ↑  Taylor 2013, p. 128.
70. ↑  Taylor 2013, p. 128.
71. ↑  Baldanza 2016, p. 19.
72. ↑  Taylor 2013, p. 128.
73. ↑  Baldanza 2016, p. 19.
74. ↑  Sun 2014, p. 208.
75. ↑  Sun 2014, p. 212.
76. ↑  Haw 2006, p. 105.
77. ↑  Sun 2014, p. 213.
78. ↑  Anderson 2014, p. 123; Baldanza 2016, p. 19.
79. ↑  Taylor 2013, p. 133.
80. ↑  Lo 2012, p. 291.
81. ↑  Anderson 2014, p. 123.
82. ↑  Anderson 2014, p. 122.
83. ↑  Anderson 2014, p. 124.
84. ↑  Harris (Polo) 2008, p. 354.
85. ↑  Haw 2006, p. 107.
86. ↑  Lo 2012, p. 293.
87. ↑  Lo 2012, p. 292.
88. ↑  Lien & Sharrock 2014, cap. 6.
89. ↑  Lo 2012, p. 292.
90. ↑  Lo 2012, p. 292.
91. ↑  Lo 2012, p. 292.
92. ↑  Lo 2012, p. 292.
93. ↑  Lo 2012, p. 293.
94. ↑  Lien & Sharrock 2014, cap. 6.
95. ↑  Lo 2012, p. 293.
96. ↑  Lien & Sharrock 2014, cap. 6.
97. ↑  Lien & Sharrock 2014, cap. 6.
98. ↑  Anderson 2014, p. 126.
99. ↑  Delgado 2008, p. 159; Anderson 2014, p. 125.
100. ↑  Anderson 2014, p. 125.
101. ↑  Lien & Sharrock 2014, cap. 6; Taylor 2013, p. 133.
102. ↑  Lien & Sharrock 2014, cap. 6.
103. ↑  Lo 2012, p. 294.
104. ↑  Lien & Sharrock 2014, cap. 6.
105. ↑  Lien & Sharrock 2014, cap. 6.
106. ↑  Anderson 2014, p. 126.
107. ↑  Lo 2012, p. 294; Lien & Sharrock 2014, cap. 6.
108. ↑  Lien & Sharrock 2014, cap. 6.
109. ↑  Taylor 2013, p. 134.
110. ↑  Anderson 2014, p. 127.
111. ↑  Stone 2017, p. 76.
112. ↑  Lo 2012, p. 295.
113. ↑  Lo 2012, p. 295; Taylor 2013, p. 135.
114. ↑  Baldanza 2016, p. 24; Lo 2012, p. 296.
115. ↑  Baldanza 2016, p. 24.
116. ↑  Taylor 2013, p. 136; Li 2022, p. 909.
117. ↑  Lo 2012, p. 281.
118. ↑  Lo 2012, p. 297.
119. ↑  Baldanza 2016, p. 24.
120. ↑  Baldanza 2016, p. 24.
121. ↑  Lo 2012, p. 297.
122. ↑  Anderson 2014, p. 127.
123. ↑  Baldanza 2016, p. 24.
124. ↑  Baldanza 2016, p. 26; Taylor 2013, p. 136.
125. ↑  Baldanza 2016, p. 26.
126. ↑  Taylor 2013, p. 136.
127. ↑  Lo 2012, p. 301.
128. ↑  Baldanza 2016, p. 26; Lo 2012, p. 301.
129. ↑  Lo 2012, p. 302.
130. ↑  Anderson 2014, p. 129.
131. ↑  Lo 2012, p. 302.
132. ↑  Lo 2012, p. 302.
133. ↑  Lo 2012, p. 301.
134. ↑  Baldanza 2016, p. 24.
135. ↑  Baldanza 2016, p. 26.
136. ↑  Lo 2012, p. 302; Taylor 2013, p. 136.
137. ↑  Baldanza 2016, p. 26.
138. ↑  Lo 2012, p. 302.
139. ↑  Baldanza 2016, p. 24.
140. ↑  Baldanza 2016, p. 24.
141. ↑  Baldanza 2016, p. 25.
142. ↑  Baldanza 2016, p. 24.
143. ↑  Baldanza 2016, p. 25.
144. ↑  Miksic & Yian 2016, p. 489.
145. ↑  Man 2012, p. 353.
146. ↑  Sun 2014, p. 221.
147. ↑  Sun 2014, p. 223.
148. ↑  Miksic & Yian 2016, p. 489.
149. ↑  Lo 2012, p. 302; Anderson 2014, p. 129.
150. ↑  Sun 2014, p. 223.
151. ↑  Baldanza 2016, p. 25.
152. ↑  Lo 2012, p. 303.
153. ↑  Sun 2014, p. 227.
154. ↑  Taylor 2013, p. 136.
155. ↑  Taylor 2013, p. 137.
156. ↑  Taylor 2013, p. 137.
157. ↑  Miksic & Yian 2016, p. 489.
158. ↑  Miksic & Yian 2016, p. 489.
159. ↑  Bulliet et al. 2014, p. 336.
160. ↑  Bulliet et al. 2014, p. 336.
161. ↑  Lien & Sharrock 2014, cap. 6.
162. ↑  Aymonier 1893, p. 16.
163. ↑  Baldanza 2016, p. 42.
164. ↑  Needham 1987, p. 313.
165. ↑  Needham 1987, pp. 240, 311.
166. ↑  Baldanza 2016, p. 17; Weatherford 2005, p. 212; Hucker 1975, p. 285.
167. ↑  Baldanza 2016, p. 17.
168. ↑  Baldanza 2016, pp. 19, 24.
169. ↑  Simons 1998, p. 53; Walker 2012, p. 242.
170. ↑  Baldanza 2016, p. 17.
171. ↑  Baldanza 2016, p. 19.
172. ↑  Man 2012, p. 353.